# Massimo Sigala
Massimo Sigala, né le 7 janvier 1951 à Messine, est un pilote automobile italien sur circuits à bord de voitures de sport de type Tourisme, Grand Tourisme et Sport-prototypes, entre autres spécialiste de courses d'endurance. 

## Biographie
Il dispute sa carrière entre 1976 (1re édition de la Coupe d'Europe Renault 5 Alpine) et 1995 (24 Heures du Mans, sur Ferrari 333 SP). En 1980 il s'investit en Championnat BMW M1 Procar, puis en 1983 il court sa première course longue (lors des 1 000 kilomètres de Silverstone).
Il s'investit dans des coupes internationales Renault lors de 14 saisons entre 1976 (sur Renault 5 Alpine) et 1990 (sur Renault 21 Turbo), pour un total de 33 victoires tant internationales que nationales avec la marque au losange, effectuant également une "escapade" sur Alfa Romeo Alfasud en 1978, et des courses en coupe d'Allemagne Porsche Carrera durant l'année 1991. 
Il participe aux 24 Heures du Mans à sept reprises entre 1983 et 1995 (équipier alors René Arnoux), cinq fois avec l'écurie suisse Brun Motorsport, se classant à trois reprises dans les dix premiers et deux fois septième, en 1984 (notamment avec son rival en Coupe Renault 5 européenne, le français Joël Gouhier), sur Porsche 956, et en 1988 (entre autres avec Jesús Pareja), sur Porsche 959 C. 
Il dispute aussi dix fois les 24 Heures de Daytona entre 1985 et 1995.

## Palmarès

### Titres

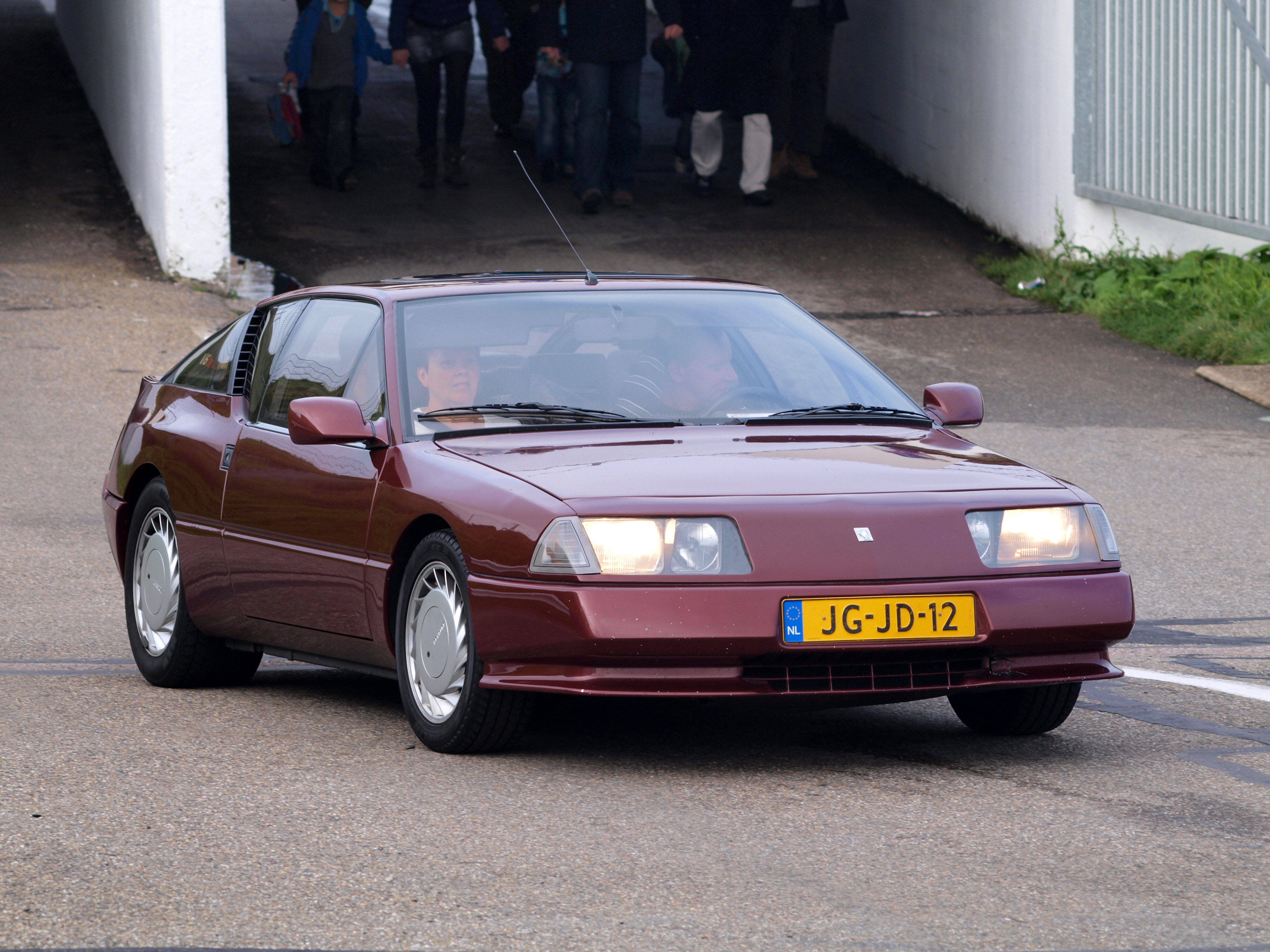
Une Alpine GTA V6 Turbo de 1986, ici présentée à Zandvoort.

- Coupe d'Italie Renault 5 Alpine: 1978 (3 victoires);
- Coupe d'Europe Alfa Romeo Alfasud: 1979 (1 victoire, et deuxième du trophée italien la même année avec 3 victoires);
- Coupe d'Europe  Alpine GTA V6 Turbo: 1986 (4 victoires), 1987 (6 victoires) et 1988 (5 victoires);
- Coupe d'Europe  Renault 21 Turbo: 1989 (6 victoires) et 1990 (3 victoires);
  - 2e de la Coupe d'Europe Renault 5 Turbo en 1982 (1 victoire).

### Podiums enchampionnat du monde des voitures de sport
- 2e des 1 000 kilomètres d'Hockenheim en 1985 (avec Oscar Larrauri, autre pilote de coupes européennes Renault, sur Porsche 956);
- 3e des 1 000 kilomètres de Monza en 1988, avec Larrauri sur Porsche 962;

### Autres podiums notables
- 2e des 24 Heures de Daytona en 1987, avec Oscar Larrauri et Gianfranco Brancatelli sur 962 (Championnat IMSA GT);
- 2e du Challenge Tampa en 1988 en Floride, avec Larrauri sur 962;
- 3e des 12 Heures de Sebring en 1991 avec Bob Wollek et Bernd Schneider sur 962, et 1992 avec Larrauri et Giampiero Moretti encore sur 962 (IMSA GT).

(Nota Bene: également à citer à son actif une 4e place aux 12 Heures de Sebring en 1989, sur 962)